# Гоуд, Уильям
Уильям Гоуд (англ. William  Goad; 1944 — 20 октября 2012) — британский педофил из Плимута, насиловавший несовершеннолетних мальчиков-подростков.

## Биография
Первое преступление совершил в 1965 году. В течение 40 лет Гоуд насиловал малолетних. Будучи состоятельным человеком, он купил два дома напротив школы, откуда выслеживал своих жертв. Чтобы добиться молчания жертв, он платил им по 10 фунтов за половой акт. Некоторым угрожал расправой над близкими. Вышел на других педофилов, которым предлагал «попользоваться» его жертвами. По данным полиции, по меньшей мере две его жертвы покончили с собой.
Как пояснил Гоуд на следствии, в детстве он сам стал жертвой педофила. В 2004 году Гоуд был приговорён Плимутским королевским судом к пожизненному заключению. Отбывал наказание в тюрьме «Олбени» в Ньюпорте, Остров Уайт, где скончался 20 октября 2012 года в 0:20 в возрасте 68 лет.